# Lamia Al-Gailani Werr
Lamia Al-Gailani Werr (en arabe : لمياء الكيلاني, 8 mars 1938 - 18 janvier 2019) est une assyriologue irakienne spécialisée dans les antiquités mésopotamiennes anciennes.
Al-Gailani est née à Bagdad et termine ses études en Irak et au Royaume-Uni. Son étude doctorale sur les sceaux-cylindres de l'ancien babylonien est considérée comme un point de repère dans le domaine. Basée à Londres, dans sa carrière ultérieure, elle est connue pour maintenir des liens entre l'archéologie britannique et irakienne sous le régime de Saddam Hussein et ses efforts pour préserver le patrimoine culturel au lendemain de la guerre d'Irak. Elle est étroitement impliquée dans la reconstruction du Musée national d'Irak, où elle a travaillé comme conservatrice dans les années 1960, et la fondation du musée de Bassorah.
Elle reçoit la cinquième médaille d'or Gertrude Bell Memorial du British Institute for the Study of Iraq en 2009.

## Formation et carrière
Al-Gailani est née à Bagdad le 8 mars 1938. Elle étudie à l'université de Bagdad pendant un an, avant de terminer son baccalauréat à l'université de Cambridge . En 1961, elle commence à travailler comme conservatrice du Musée national d'Irak, l'institution qui est au centre d'une grande partie de sa carrière ultérieure. Elle retourne en Grande-Bretagne dans les années 1970, pour terminer une maîtrise à l'université d'Édimbourg, puis un doctorat à l'Institut d'archéologie de Londres ,,,. Sa thèse de doctorat, dirigée par Barbara Parker-Mallowan, porte sur l'étude des sceaux-cylindres de l'Ancien Babylonien au musée de l'Irak. Publié avec beaucoup de retard en 1988  Dominique Collon, conservateur des antiquités asiatiques occidentales au British Museum, décrit l'ouvrage comme une « discussion succincte et informative » qui devrait « servir de modèle pour toutes les études futures » .
Après avoir obtenu son doctorat en 1977, Al-Gailani reste à Londres en tant qu'associée de recherche honoraire à l'Institut d'archéologie de l'UCL et associée de recherche à la School of Oriental and African Studies (SOAS) ,,. Elle retourne fréquemment en Irak, s'efforçant de maintenir le contact entre les archéologues irakiens et le monde universitaire au sens large sous le régime de Saddam Hussein ,,. En 1999, elle et Salim al-Alusi co-écrivent The First Arabs, un récit populaire en arabe de l'archéologie de la culture arabe primitive en Mésopotamie ,. À partir de 2003, son travail se concentre sur la préservation des antiquités en Irak. Elle aide à reconstruire le musée de l'Irak après qu'il a été pillé et endommagé lors de l'invasion américaine de 2003  et commente fréquemment les difficultés rencontrées par les musées et la protection du patrimoine dans l'Irak d'après-guerre ,,,. Elle est consultante auprès du ministère irakien de la Culture et est étroitement impliquée dans la réouverture du musée de l'Irak en 2015 et la fondation du musée de Bassorah en 2016.
Au moment de sa mort en 2019, Al-Gailani est titulaire d'une bourse de recherche au Metropolitan Museum de New York, où elle écrivait un livre sur l'histoire du musée de l'Irak .

## Vie privée
Membre d'une importante famille irakienne, la lignée d'Al-Gailani comprend Abd al Qadir al-Jilani, le fondateur de l'ordre soufi Qadiri, et Abd Al-Rahman al-Gillani, le premier Premier ministre d'Irak. Ses parents sont Ahmad Jamal Al-Din Al-Gailani et Madiha Asif Mahmud Arif-Agha .
Al-Gailani s'est marié deux fois. Son premier mari, Abd al-Rahman Al-Gailani, est un historien irakien de l'architecture islamique. Son deuxième mari, George Werr, est un homme d'affaires jordanien décédé en 2003 . Elle a trois filles : Noorah Al-Gailani, Azza Al-Gailani et Hesn Werr .

## Mort et héritage
Al-Gailani est décédée à Amman, en Jordanie, d'un accident vasculaire cérébral le 18 janvier 2019 ,. Elle est enterrée dans le mausolée d'Abdul-Qadir Gilani (son ancêtre)  à Bagdad ,.
Elle était le seul membre honoraire à vie du British Institute for the Study of Iraq et a reçu sa médaille d'or Gertrude Bell Memorial en 2009 .